# Гостичина
Гостичина (пол. Gostyczyna) — село в Польщі, у гміні Нове Скальмежице Островського повіту Великопольського воєводства.
Населення — 291 особа (2011).

## Демографія
Демографічна структура станом на 31 березня 2011 року:
|          | Загалом | Допрацездатний вік | Працездатний вік | Постпрацездатний вік |
| -------- | ------- | ------------------ | ---------------- | -------------------- |
| Чоловіки | 145     | 35                 | 95               | 15                   |
| Жінки    | 146     | 34                 | 82               | 30                   |
| Разом    | 291     | 69                 | 177              | 45                   |